# Exobasidium rhododendri
Exobasidium rhododendri är en svampart som först beskrevs av Karl Wilhelm Gottlieb Leopold Fuckel, och fick sitt nu gällande namn av Carl Eduard Cramer 1874. Exobasidium rhododendri ingår i släktet Exobasidium och familjen Exobasidiaceae.   Inga underarter finns listade i Catalogue of Life.

## Källor

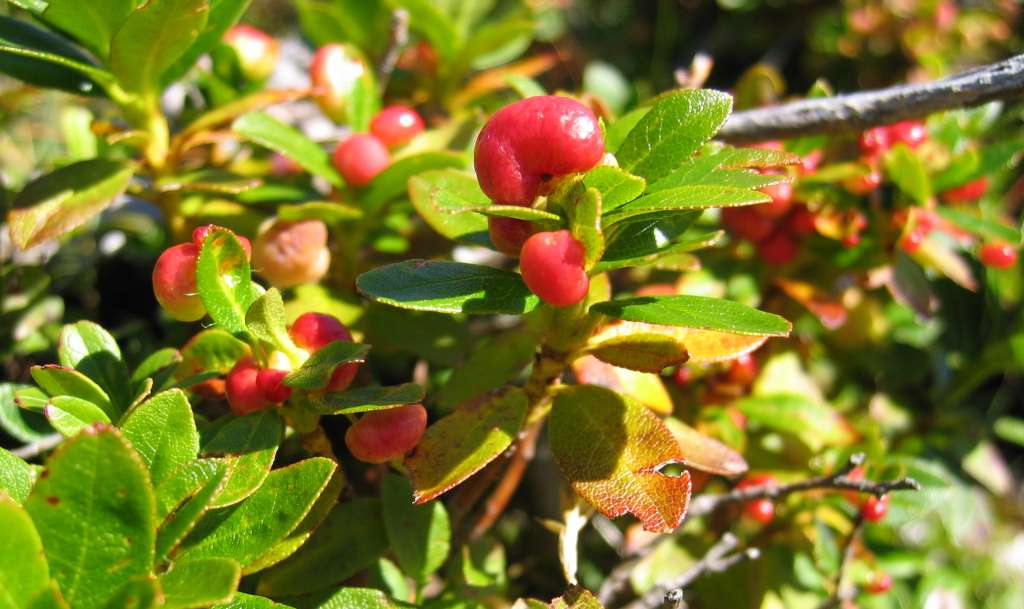
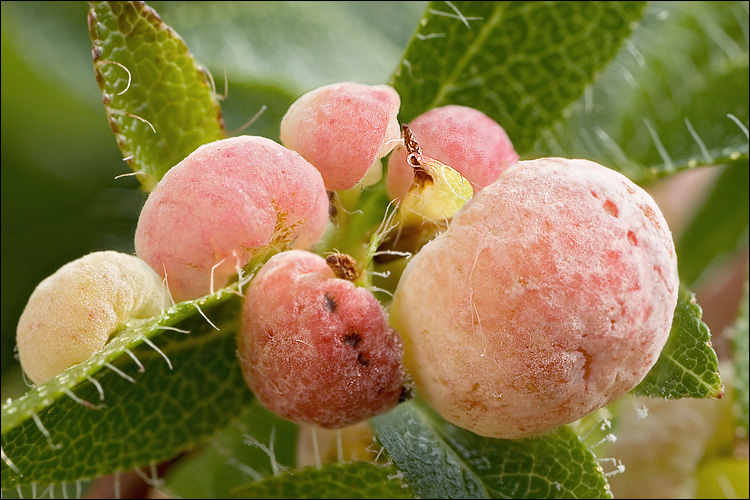
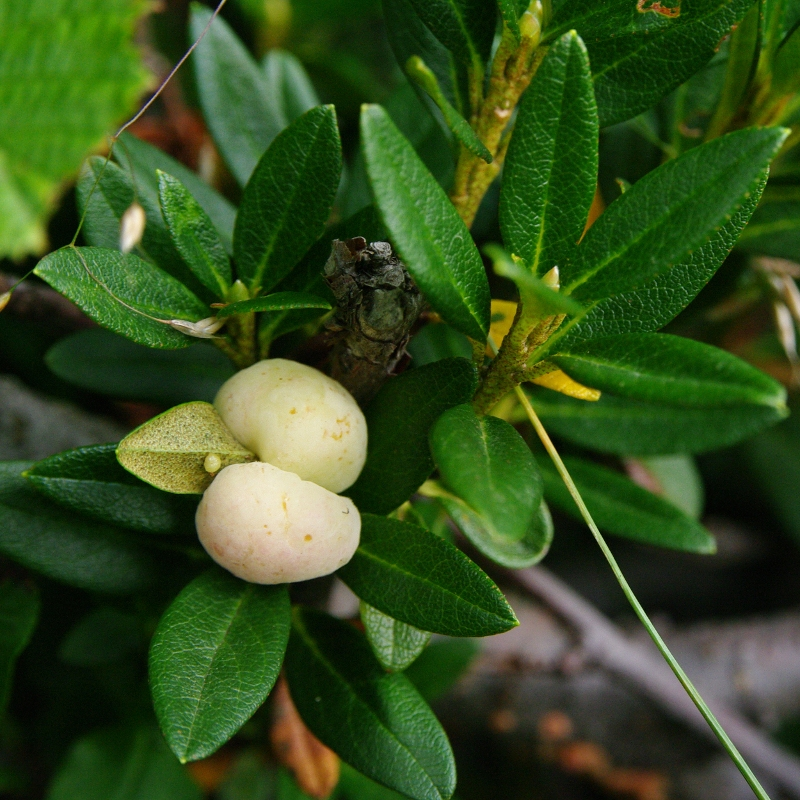